# Gajá
Gajá (hindi nyelven: गया, angolul: Gaya) város India északkeleti részén, Bihár szövetségi államban. Lakossága 463 ezer fő volt 2011-ben.
Hindu, buddhista és dzsaina zarándokhely.
A város mellett nyugatra van a Bramandzsuni-domb, amire 1000 lépcsőfok vezet fel. A dombtetőn templom áll és innen áttekinthető a város és környéke. 
A Gajá környéki helyek; Radzsgir, Nálanda, Vészáli, Pataliputra az ősi India tudásközpontjai voltak. 

## Vallás

### Hinduizmus
A város a Phálgu folyó partján épült és a hinduk számára Varanasi és Allahabad mellett a 3. legszentebb hely a halotti rítusokkal kapcsolatban. A hagyomány szerint Visnu itt ruházta fel Gaját azzal a hatalommal, hogy megtisztítsa az embereket a bűntől. Tódulnak ide a hívők, hogy a szertartások elvégzésével megszabadítsák halottaikat a bűnök terhétől. A folyóban elvégzik a szent fürdőzést, és pinda-áldozatokat és szertartási rizses süteményeket hagynak a part menti ghátokon, mielőtt belépnének a Visnupád-templomba. Ide a nem hívők nem léphetnek be. A templomot az indóri maháráni építtette 1787-ben. 

### Buddhizmus
Gautama Buddha a közeli Bodh-Gajában érte el a megvilágosodást. 

## Fordítás
Ez a szócikk részben vagy egészben  a   Gaya (India) című angol Wikipédia-szócikk fordításán alapul.  Az eredeti cikk szerkesztőit annak laptörténete sorolja fel. Ez a jelzés csupán a megfogalmazás eredetét és a szerzői jogokat jelzi, nem szolgál a cikkben szereplő információk forrásmegjelöléseként.